# Чулымский сельсовет (Новосибирская область)
Чулымский сельсовет — сельское поселение в Здвинском районе Новосибирской области Российской Федерации.
Административный центр — село Чулым.

## История
Статус и границы сельского поселения установлены Законом Новосибирской области от 2 июня 2004 года № 200-ОЗ «О статусе и границах муниципальных образований Новосибирской области»

## Население
| 1985  | 1987  | 2002  | 2004  | 2005  | 2006  | 2007  |
| ----- | ----- | ----- | ----- | ----- | ----- | ----- |
| 1236  | ↘1205 | ↘1129 | ↘1031 | ↘1010 | ↗1087 | ↘1019 |
| 2008  | 2009  | 2010  | 2012  | 2013  | 2014  | 2015  |
| ↗1060 | ↘1059 | ↘956  | ↘926  | ↘906  | ↘899  | ↘895  |
| 2016  | 2017  | 2018  | 2019  | 2020  | 2021  |       |
| ↘881  | ↘867  | ↘855  | ↘850  | ↗852  | ↘837  |       |

## Состав сельского поселения
| № | Населённый пункт | Тип населённого пункта       | Население |
| - | ---------------- | ---------------------------- | --------- |
| 1 | Чулым            | село, административный центр | ↘825      |
| 2 | Широкая Курья    | деревня                      | ↘45       |
| 3 | Щелчиха          | деревня                      | ↘86       |